# Alain Zabulon
Pour les articles homonymes, voir Zabulon (homonymie).
Alain Zabulon, né le 27 juin 1955 dans le 16e arrondissement de Paris, est un haut fonctionnaire français.
Il est auteur de neuf romans publiés chez bookelis.com : L'Emprise saison 1, la Chrysalide, Haute Tension, l'été dernier dans la vallée, une longue nuit sans lune, la Rosière du lagon, l’Emprise saison 2. L’inconnue de Kiev, Chaos ! 
Il est élu successivement conseiller municipal de Créon le 15 mars 2020, adjoint au maire le 23 mai 2020 et président de la communauté des communes du Créonnais le 16 juillet 2020.
Il est autoentrepreneur et assure des formations pour le compte de Xylan organisme de formation agréé par le ministère de l’intérieur.

## Biographie

### Origines
Alain Zabulon, né de parents martiniquais, a grandi en Île-de-France, au Vésinet, commune du département des Yvelines,,.

### Formation
Il est titulaire d'une maîtrise d'administration économique et sociale obtenue à l'Université Paris X. Il est ancien élève de l’École nationale d'administration (ENA), promotion 1988 Michel de Montaigne et de l'Institut national des hautes études de la sécurité et de la justice (INHESJ).

## Carrière dans la fonction publique

### Liste des postes occupés
- 1980 - Attaché d'administration scolaire et universitaire
- 1985 - Conseiller d'administration scolaire
- 01/06/1988 - Administrateur de 2e classe au ministère de l'équipement, chef du bureau du contrôle et de la  modernisation des organismes constructeurs
- 04/09/1991 - Adjoint au sous-directeur des organismes constructeurs
- 29/07/1992 - Sous-préfet de 2e classe, secrétaire général pour les affaires économiques de la Martinique (mobilité)
- 01/06/1993 - Sous-préfet de 1re classe
- 12/09/1994 - Sous-préfet, chargé de  mission pour la politique de la ville auprès du préfet de la région Midi-Pyrénées, préfet de la Haute-Garonne
- 18/08/1997 - Sous-préfet de Villeneuve-sur-Lot
- 21/02/2000 - Secrétaire général de la préfecture des Pyrénées-Atlantiques
- 01/12/2003 - Sous-préfet d'Antony
- 01/02/2006 - Préfet délégué pour l'égalité des chances auprès du préfet de l'Essonne
- 25/06/2008 - Préfet de la Corrèze
- 24/08/2011 - Préfet des Landes[5],[6]
- 15/05/2012 -  Directeur adjoint de cabinet du président de la République[7]
- 20/06/2013 : Nommé Coordinateur national du renseignement
- 01/06/2015 : Nommé Directeur  de  la  Sûreté,  du Management  des Risques et de la Conformité d'Aéroports de Paris
- 19/12/2018 : Nommé Inspecteur Général de l’Administration

Nommé sous-préfet en 1992, préfet en 2006, préfet de Corrèze en 2008, période pendant laquelle il noue des relations amicales avec François Hollande. La nouvelle carte intercommunale est le principal dossier qu'il a mené à bien, ainsi, bien entendu, que les aspects économiques et l'emploi..
Il est nommé par celui-ci directeur  adjoint de cabinet du président de la République, fonction qu'il exerce de mai 2012 à juillet 2013. Il est spécialisé dans les questions de banlieue et d'égalité des chances.
En décembre 2012, son nom est cité, sans qu'il soit mis en cause, dans l'affaire soulevée par Mediapart dans le cadre de l'affaire du compte bancaire suisse de Jérôme Cahuzac. Il est auditionné par la commission d'enquête parlementaire consacrée à cette affaire.  
En juin 2013, il est nommé coordonnateur national du renseignement. Il quitte ce poste moins de 2 ans après, le 20 mai 2015, sur sa demande,
Le 1er juin 2015, il est nommé Directeur de la Sûreté, du Management des Risques et de la Conformité de l'entreprise Aéroports de Paris (ADP).
Le 19 décembre 2018, il est nommé inspecteur général de l'administration. 

## Récompenses et distinctions

### Décorations
- Chevalier de la Légion d'honneur
- Chevalier de l'ordre national du Mérite [15].